# James Kirkup
James Falconer Kirkup (South Shields, 23 d'abril de 1918 - Andorra, 10 de maig de 2009) va ser un poeta, traductor i escriptor de viatges anglès. Va escriure més de trenta llibres, entre ells autobiografies, novel·les i obres de teatre. Va escriure sota molts pseudònims, incloent-hi James Falconer, Jun Honda, Andrew James, Taeko Kawai, Felix Liston, Edward Raeburn i Ivy B. Summerforest. Es va convertir en company de la Royal Society of Literature el 1962.

## Biografia
Kirkup va créixer a South Shields, i va estudiar a l'escola secundària de South Shields i a la Universitat de Durham. Durant la Segona Guerra Mundial va ser objector de consciència, i va treballar per a la Comissió Forestal i a les terres a Yorkshire Dales i a Lansbury Gate Farm de Clavering (Essex). Va ser professor de l'escola Downs de Colwall (Malvern), on W.H. Auden ja havia sigut mestre. Kirkup va escriure el seu primer poemari, The Drowned Sailor, a Downs, que es va publicar el 1947. De 1950 a 1952 va ser el primer en rebre el grau acadèmic de Gregory Poetry Fellow de la Universitat de Leeds, i es va convertir en el primer poeta universitari resident del Regne Unit.
El 1952 es va traslladar al sud de Gloucestershire i va ser poeta visitant de l'Acadèmia d'Art de Bath per als propers tres anys. Va deixar Bath i va ensenyar en una escola primària de Londres abans de sortir d'Anglaterra el 1956 per viure i treballar a Europa, les Amèriques i l'Extrem Orient. Al Japó, es va trobar amb l'acceptació i l'estima del seu treball, i es va establir allí durant trenta anys, ensenyant literatura anglesa a diverses universitats.
Kirkup va rebre atenció pública el 1977, després que la revista Gay News publiqués el seu poema "The Love That Dares to Speak Its Name", on un centurió romà descriu la seva atracció per Jesús crucificat. El text va ser acusat amb èxit en el cas Whitehouse v. Lemon, juntament amb l'editor, Dennis Lemon, per difamació blasfema sota la Llei de blasfèmia de 1697, per Mary Whitehouse, llavors secretària de la National Viewers' and Listeners' Association.
A principis dels anys 1990 Kirkup es va establir a Andorra. Va continuar la seva prolífica obra i correspondència, i sobretot va col·laborar habitualment en la secció de necrològiques del diari britànic The Independent fins a 2008. També va escriure diversos llibres digitals publicats per l'editorial Brindin. Va ser el president d'honor de la companyia de teatral juvenil Switch Drama.
Kirkup va morir a Andorra el 10 de maig de 2009.

## Poesia
Les obres publicades de Kirkup van abastar diverses desenes de poemaris, sis volums de l'autobiografia, més de cent monografies originals i traduccions i milers de peces més curtes en revistes i diaris. Els seus haikus i tankas són reconeguts internacionalment. Molts dels seus poemes eren records de la seva infància, i es recullen en publicacions com The Sense of the Visit, To the Ancestral North, Throwback, and Shields Sketches.
La seva ciutat natal, South Shields, conserva una col·lecció cada vegada més gran de les seves obres a la Biblioteca Central, i els objectes japonesos del seu temps es troben al museu local. El seu últim poemari va ser publicat l'estiu de 2008 per l'editorial Red Squirrel, i es va presentar en un esdeveniment especial a la Biblioteca Central de South Shields.

## Obra publicada

### Poesia
- The Drowned Sailor (1947)
- The Submerged Village and Other Poems (1951)
- A Correct Passion and Other Poems (1952)
- A Spring Journey and Other Poems 1952-1953 (1954)
- The Descent into the Cave and Other Poems (1957)
- The Prodigal Son, Poems 1956 - 1959 (1959)
- Refusal to Confirm Last and First Poems (1963)
- No Men Are Foreign (1966)
- The Caged Bird in Springtime (1967)
- White Shadows, Black Shadows: Poems of Peace & War (1970)
- The Body Servant: Poems of Exile (1971)
- The Sand Artist (1978)
- The Haunted Lift (1982)
- The Lonely Scarecrow (1983)
- The Sense of the Visit (1984)
- The House at Night (1988)
- He Dreamed He was a Butterfly (1997)
- Marsden Bay (2008)

### Teatre
- True Mystery of the Nativity (obra publicada el 1956)
- The Prince of Homburg (obra publicada el 1959)
- The Physicists (First produced 1963, obra publicada el 1963)
- The Meteor (obra produïda el 1966 i publicada el 1973)
- Play Strindberg (obra produïda el 1992)

### Autobiografia
- The Only Child: An Autobiography of Infancy (1957)
- Sorrows, Passions and Alarms: An Autobiography of Childhood (1959)
- What is English Poetry? (1968)[7]
- I, of All People: An Autobiography of Youth (1990)
- A Poet Could Not But be Gay (1991)
- Me All Over (1993)

## Premis i reconeixements
Entre els seus mèrits, Kirkup va rebre el Premi Atlàntic de Literatura de la Fundació Rockefeller el 1950; va ser elegit company de la Royal Society of Literature el 1962; va guanyar el premi de poesia del PEN Japonès 1965; i va ser guardonat amb el Premi Scott Moncrieff de Traducció el 1992. El 1997 va ser guardonat amb el Premi de la Fundació Festival del Japó i convidat per l'emperador i l'emperadriu al Recital de Poesia de l'Any Nou Imperial al Palau de Tòquio.

## Llegat
La documentació Kirkup es conserva a Yale i a South Shields.